# 武棚乡
武棚乡，是中华人民共和国四川省南充市仪陇县曾经下辖的一个乡。2019年9月，撤销武棚乡，将其所属行政区域划归永乐镇管辖。

## 行政区划
武棚乡撤销前下辖以下地区：
土寨沟村、楼子沟村、赵家湾村、金堂湾村、柏树堂村、郑家沟村、肖家梁村、团包山村、曾家沟村、新丰寺村、红庙子村、桂花屋村和新石桥村。